# 新白島車站
34°24′30.5″N 132°27′40.1″E / 34.408472°N 132.461139°E
新白島車站（日语：／ Shin-Hakushima eki */?）是位於日本廣島縣廣島市中區，由西日本旅客鐵道（JR西日本）及廣島高速交通所經營的鐵路車站。
最初西日本旅客鐵道山陽本線和廣島高速交通广岛新交通1号线雖然在此交會，廣島高速交通在規劃之初即爭取在此設置車站，但广岛新交通1号线於1994年通車營運之初仍未在此設置車站；經過多次爭取後，直到2012年才確認將設置此車站，2013年開始動工，2015年啟用。

## 車站結構
由於山陽本線此段為東西向高架鐵路，西日本旅客鐵道的車站及設於此高架段上，广岛新交通1号线則位於為南北方向的國道54號地下路段，其車站則為半地下化，兩個月台區域之間則依靠約70公尺長的聯絡通道連接。

### JR西日本
車站月台設計有效長度165公尺，可讓8輛編成之列車停靠，站區內無待避線，車站分為北口站體和南口站體兩區，北口站體為建於地面高兩層樓之建築，南口站體為沿著山陽本線高架橋，直接建於月台旁的一層建築；綠色窗口設於南口站體。車站業務委託JR西日本廣島維護負責，可使用ICOCA，屬於廣島城市網路的範圍。

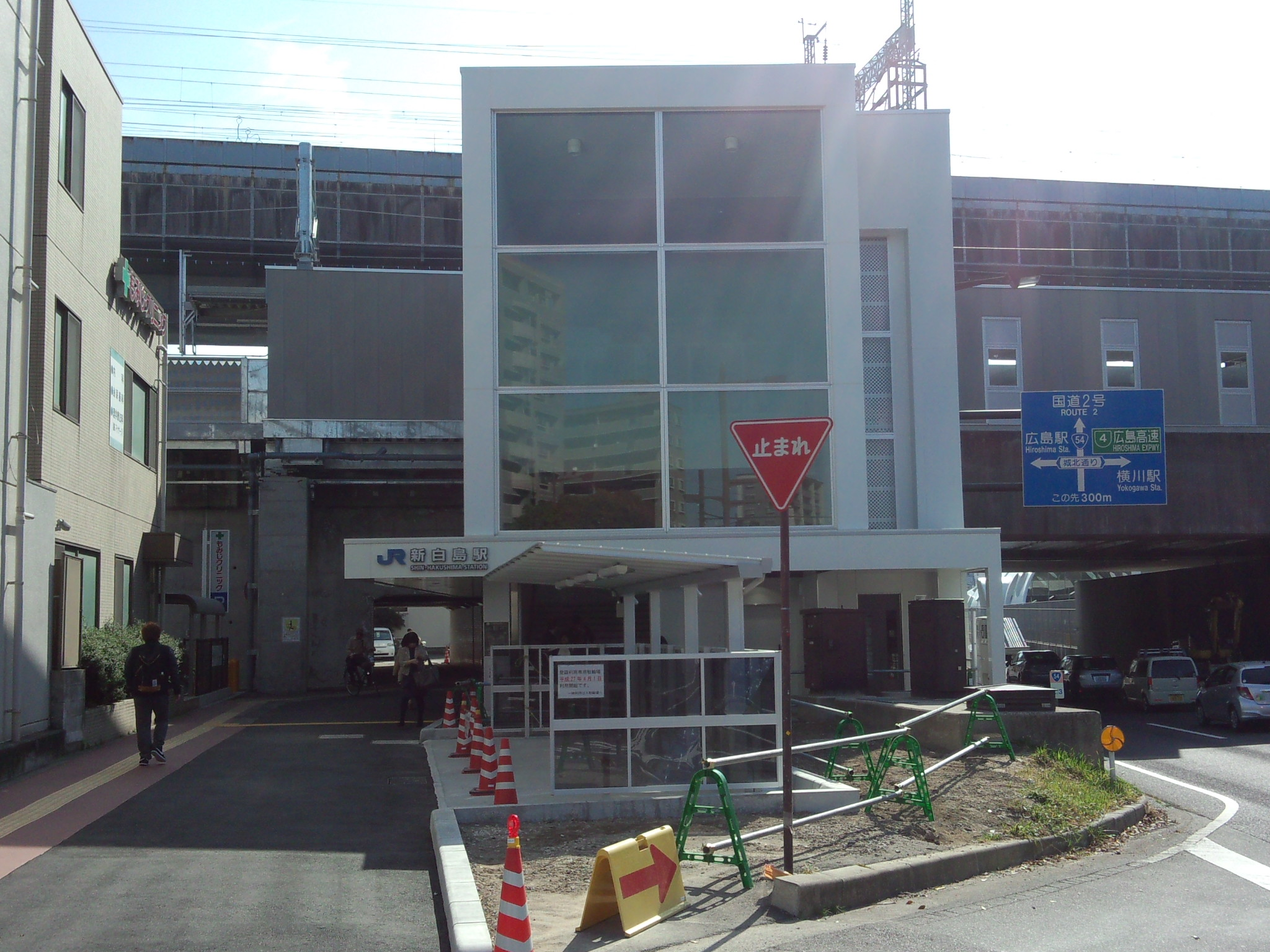
北口
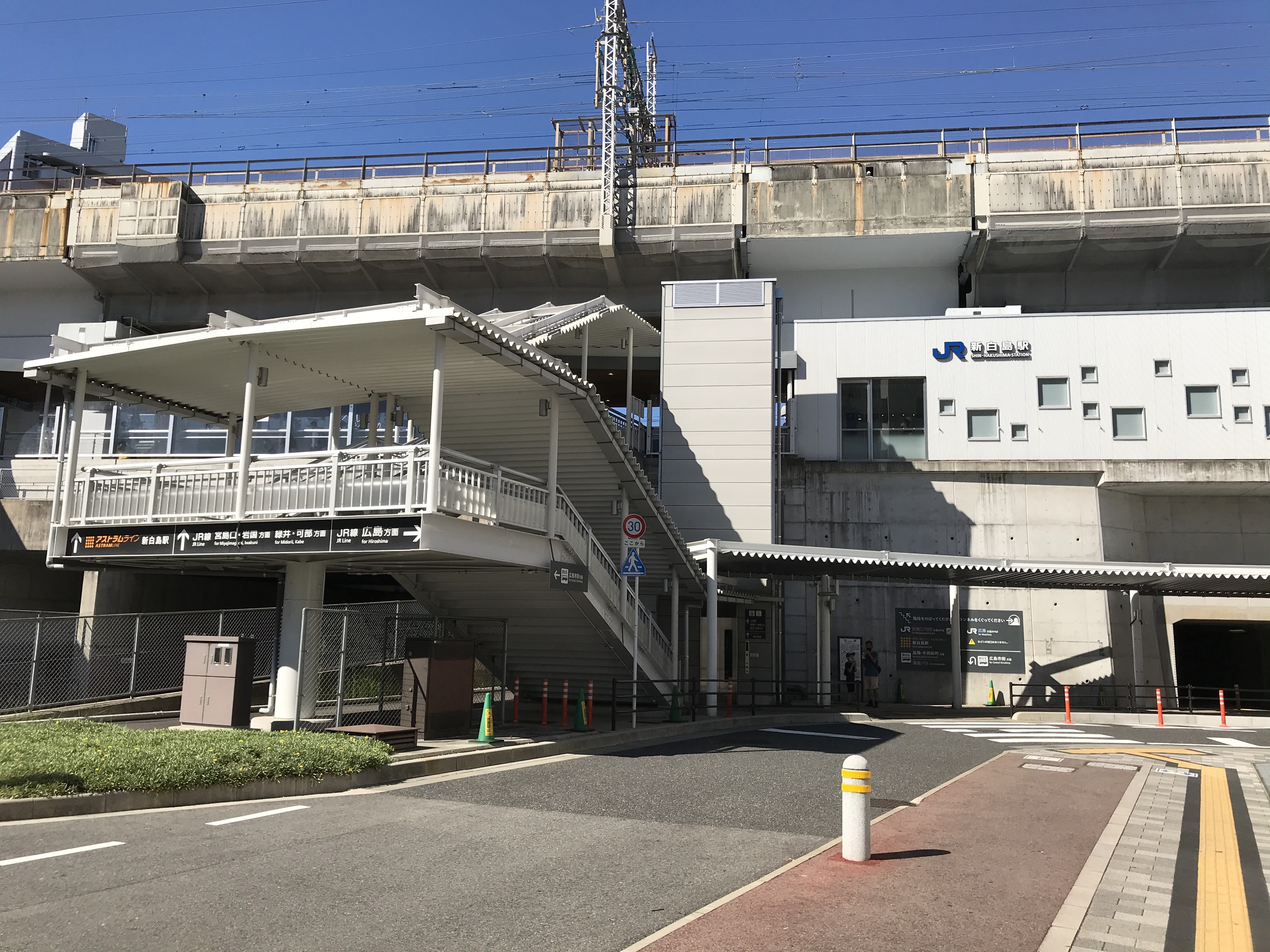
南口
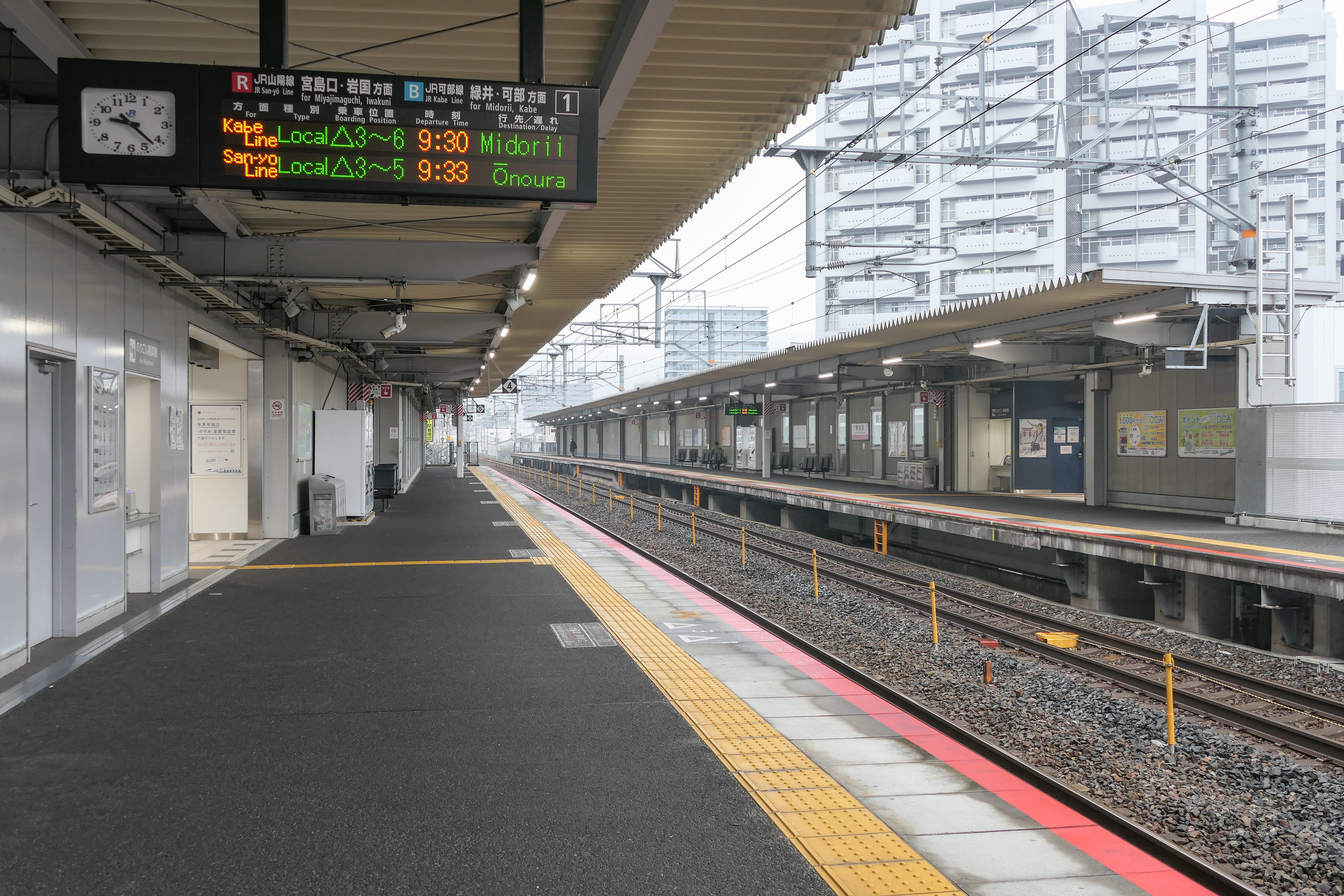
月台(2023年12月)

#### 月台配置
| 月台 | 路線                     | 方向 | 目的地             |
| ---- | ------------------------ | ---- | ------------------ |
| 1    | 山陽本線                 | 下行 | 宮島口、岩國方向   |
| 1    | 可部線                   | 下行 | 綠井、安藝龜山方向 |
| 2    | 山陽本線 （包括 可部線） | 上行 | 廣島、三原方向     |

### 廣島高速交通
由於广岛新交通1号线（Astram Line）在此路段正好為從地下線穿出地面，並逐漸升高轉為高架線，因此本站為半地下車站，部分站體位於地下，但站體突出地面。其月台是島式月台，月台兩側各一條軌道。

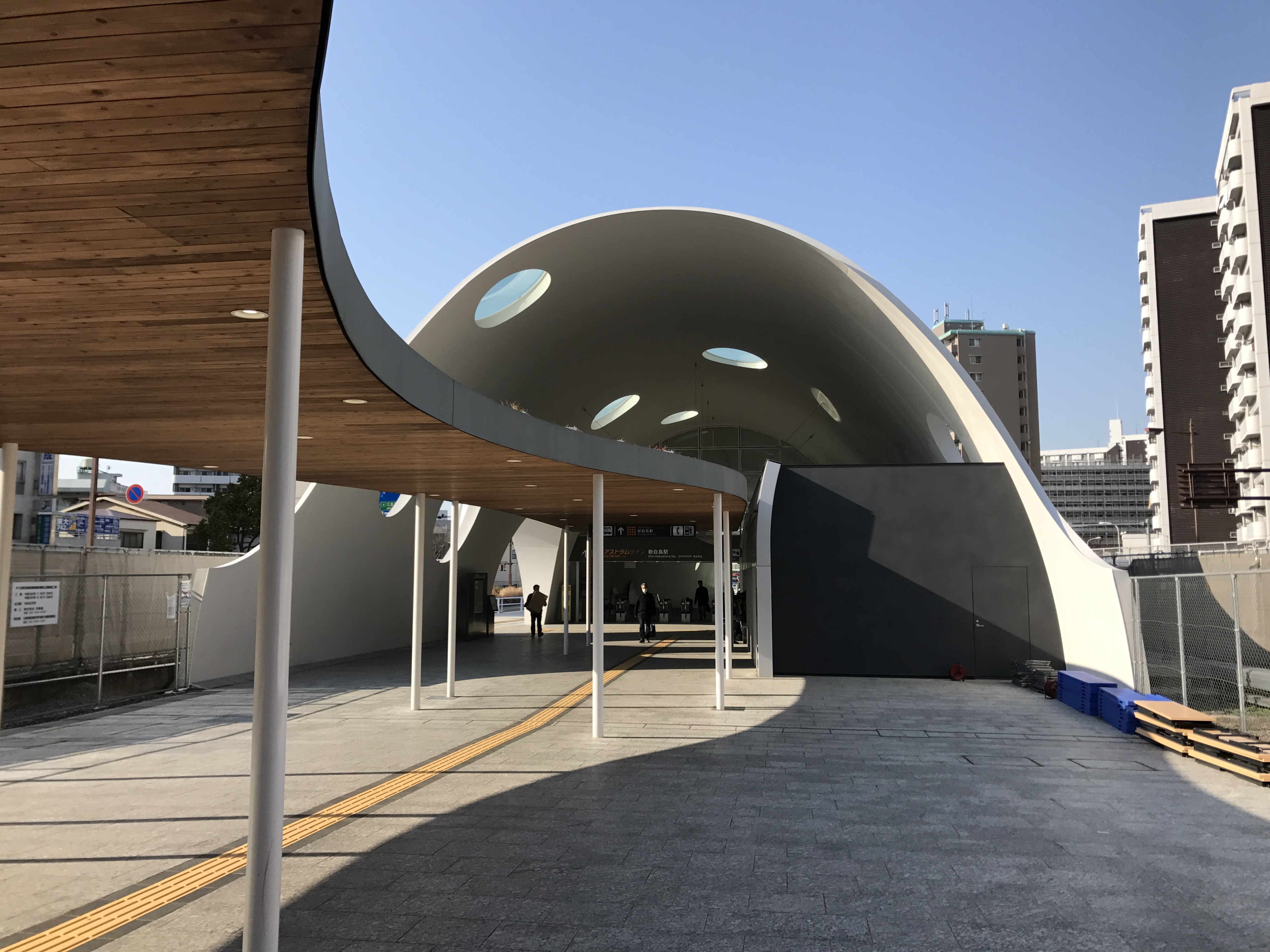
車站外觀(2017年3月)
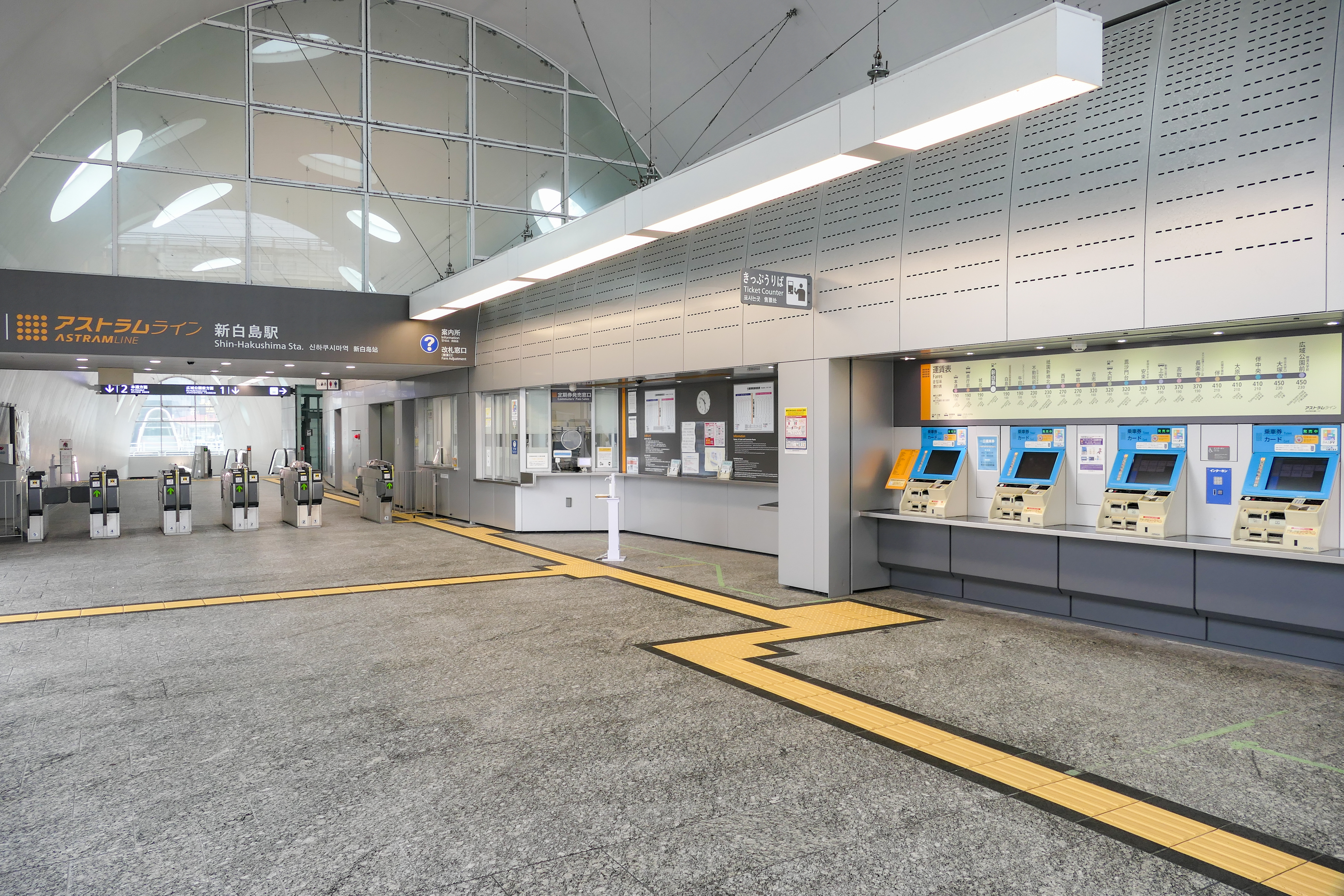
車站閘口(2023年12月)
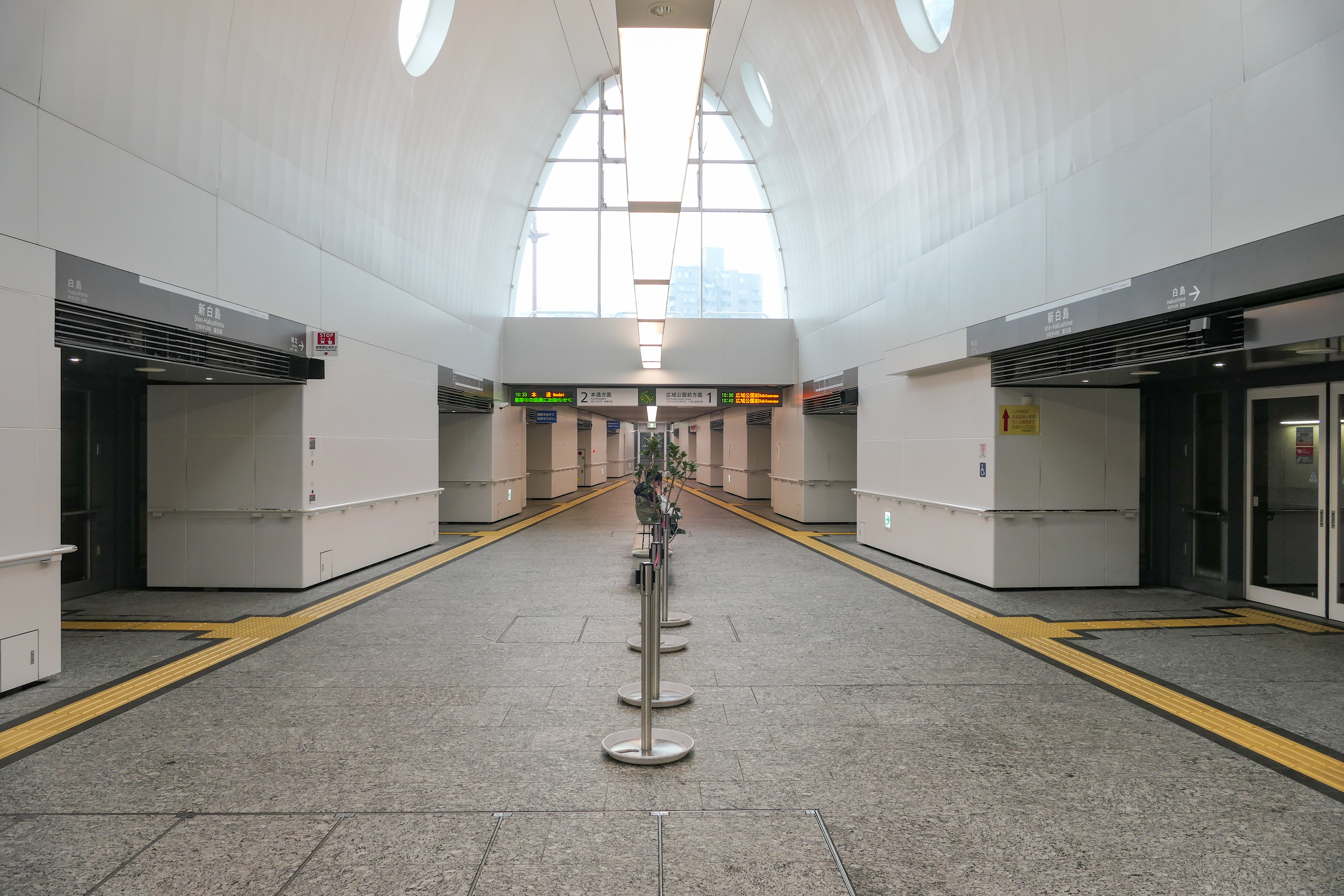
1號與2號月臺入口 (2023年12月)
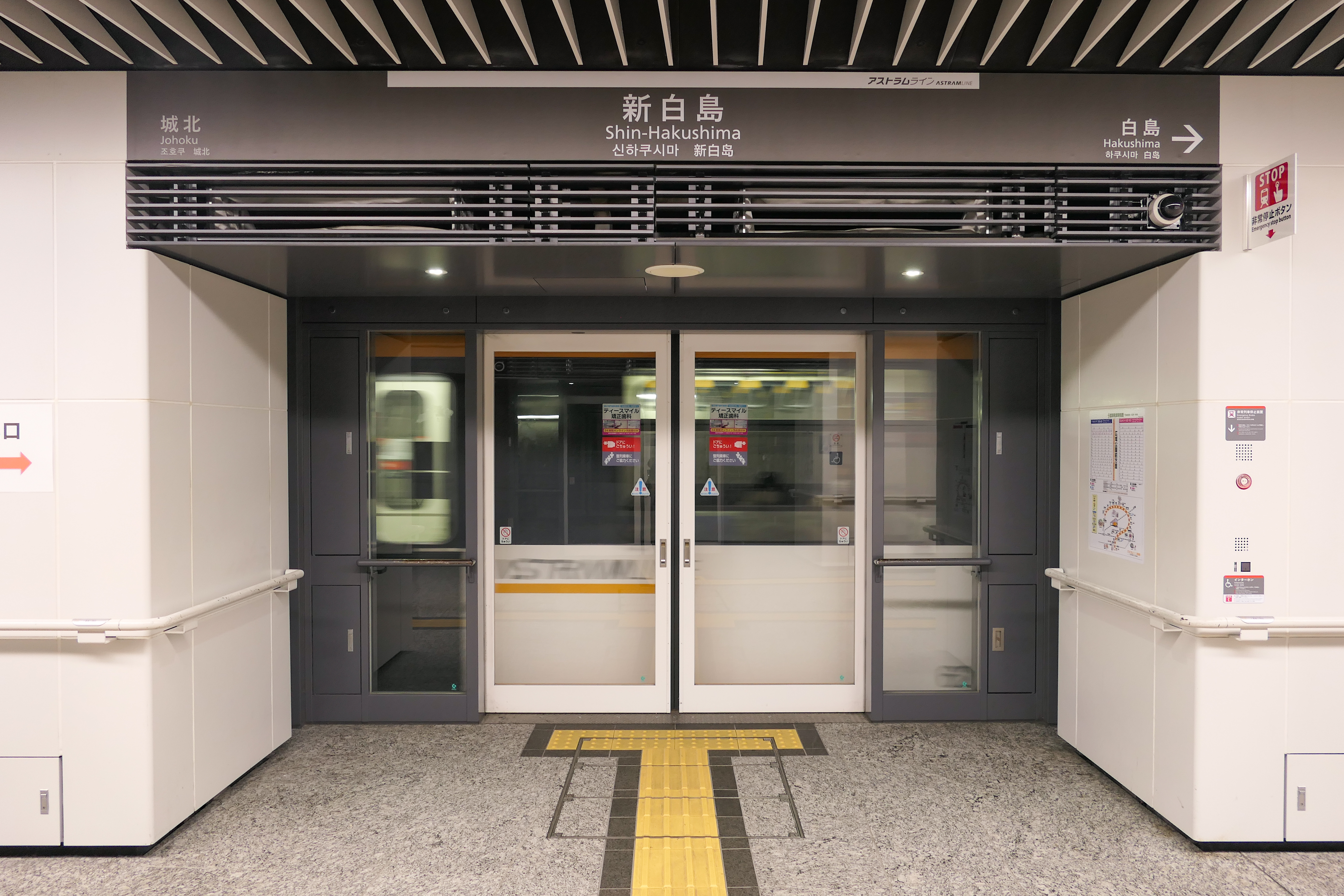
月台閘門(2023年12月)

#### 月台配置
| 月台 | 方向  | 目的地         |
| ---- | ----- | -------------- |
| 1    | ■下行 | 廣域公園前方向 |
| 2    | ■上行 | 本通方向       |

## 相鄰車站
西日本旅客鐵道
 山陽本線、 可部線（可部線至橫川站為止是山陽本線）
■快速「City Liner」（只限週末、假日運行）
通過
■快速「通勤Liner」（只限平日早上上行運行）、■普通（包括吳線內以快速運行的列車）
廣島－新白島－橫川
廣島高速交通
■廣島新交通1號線（Astram Line）
城北－新白島－白島